# Halecium exiguum
Halecium exiguum is een hydroïdpoliep uit de familie Haleciidae. De poliep komt uit het geslacht Halecium. Halecium exiguum werd in 1948 voor het eerst wetenschappelijk beschreven door Charles McLean Fraser. 